# The New Brunswick Scottish
The New Brunswick Scottish (littéralement « Le Nouveau-Brunswick Écossais ») était un régiment d'infanterie de l'Armée canadienne. Il a été fondé en tant que The South New Brunswick Regiment (littéralement « Le Régiment du Sud du Nouveau-Brunswick ») en 1946 par l'amalgamation des régiments The Saint John Fusiliers (M.G.) et The New Brunswick Rangers. Le régiment a adopté le nom The New Brunswick Scottish en 1946 peu après sa création. En 1954, il fut amalgamé le Carleton and York Regiment pour former le 1er bataillon du The Royal New Brunswick Regiment (Carleton and York).

## Annexe